# Wyeomyia smithii
Wyeomyia smithii is een muggensoort uit de familie van de steekmuggen (Culicidae). De wetenschappelijke naam van de soort is voor het eerst geldig gepubliceerd in 1901 door Daniel William Coquillett.